# Lijst van rijksmonumenten aan de Prinsengracht
Een overzicht van de 457 rijksmonumenten aan de Prinsengracht in Amsterdam.
De lijst is opgesplitst in 3 delen:
- Noordwestelijk gedeelte vanaf de Brouwersgracht tot de Raadhuisstraat. Dit zijn de nummers 1 t/m 281 aan de oneven zijde en 2 t/m 182 aan de even zijde.
- Zuidwestelijk  gedeelte vanaf de Raadhuisstraat tot de Leidsestraat. Dit zijn de nummers 283 t/m 707 aan de oneven zijde en 184 t/m 444 aan de even zijde.
- Zuidelijk gedeelte vanaf de Leidsestraat tot de Amstel. Dit zijn de nummers 709 t/m (boven 1055 nog aanpassen) aan de oneven zijde en 426 t/m (boven 806 nog aanpassen) aan de even zijde.